# Clorură de cianogen
Clorura de cianogen este un compus chimic foarte toxic cu formula chimică NCCl. Este un pseudohalogen triatomic cu structură moleculară liniară, fiind un gaz incolor. 

## Obținere și proprietăți
Clorura de cianogen este obținută în urma procesului de oxidare al cianurii de sodiu cu clor. Reacția are loc prin intermediar cianogen sau (CN)2.
{\displaystyle {\ce {NaCN + Cl2 -> ClCN + NaCl}}}
În prezența unui acid, compusul trimerizează la un compus heterociclic denumit clorură cianurică:
Clorura de cianogen suferă o reacție de hidroliză lentă la pH neutru, formând anion cianat și clorură:
{\displaystyle {\ce {ClCN + H2O -> NCO- + Cl- + 2H+}}}